# Het gouden sleuteltje
Het gouden sleuteltje is een Russisch ballet in zes scenes op muziek van Mieczysław Weinberg. Weinberg schreef de muziek in 1955. Het balletgezelschap van het Nemirovitsj-Damsjenkotheater wilde het echter niet uitvoeren. Weinberg bewerkte het vervolgens in 1961. Het ballet werd toen wel uitgevoerd op 10 juni 1962. In 1964 recyclede Weinberg de muziek naar vier suites, zodat de muziek los van het ballet zelf uitgevoerd (en uitgegeven) kon worden.
Het gouden sleuteltje is gebaseerd op de roman Het gouden sleuteltje of de avonturen van Boeratino van Aleksej Nikolajevitsj Tolstoj uit 1936. Het is een verhaal dat veel weg heeft van Pinokkio. Het handelt over een houten pop met lange neus.
Het ballet van Weinberg werd nog wel vergeleken met Petroesjka van Igor Stravinsky (uitgave Olympia). Dat werk is talloze keren opgevoerd, de muziek werd inventief en vernieuwend genoemd en de muziek kent een lange discografie. Het ballet van Weinberg steekt daar schril tegen af. Er is een oude opname uit 1966 van de vier suites (de vierde is daarbij incompleet) en een complete vierde suite op Naxos.